# Yúliya Krasnopólskaya
Yúliya Krasnopólskaya (del ruso: Юлия Краснопольская) es una deportista rusa que compitió en taekwondo. Ganó una medalla de bronce en el Campeonato Europeo de Taekwondo de 2002 en la categoría de –63 kg.

## Palmarés internacional
| Campeonato Europeo | Campeonato Europeo | Campeonato Europeo | Campeonato Europeo |
| Año                | Lugar              | Medalla            | Categoría          |
| ------------------ | ------------------ | ------------------ | ------------------ |
| 2002               | Samsun (Turquía)   | Medalla de bronce  | –63 kg             |